# Viaduc sur le Deba
Le viaduc sur le Deba est un pont ferroviaire espagnol franchissant le Deba à Bergara, au Pays basque. Long de 900 mètres, ce pont en poutre-caisson porte l'Y basque.